# Mustasaari (ö i Finland, Birkaland, Nordvästra Birkaland, lat 61,93, long 23,25)
Mustasaari är en ö i Finland. Den ligger i sjön Vahojärvi och i kommunen Parkano i den ekonomiska regionen  Nordvästra Birkalands ekonomiska region  och landskapet Birkaland, i den sydvästra delen av landet, 210 km norr om huvudstaden Helsingfors. Öns area är 0,4 hektar och dess största längd är 110 meter i nord-sydlig riktning.